# Микляев, Андрей Геннадьевич
Андрей Геннадьевич Микляев (узб. Andrey Gennadyevich Miklyayev; 7 сентября 1967, Ташкент) — советский и узбекистанский футболист, выступавший на позициях защитника и полузащитника; тренер.

## Карьера

### В качестве футболиста
Андрей Микляев является воспитанником ташкентского «Пахтакора». Обучался в футбольной академии данного клуба. В 1984 году начал свою профессиональную карьеру в составе именно этого клуба. В 1987 году выступал за киевский «СКА» и московский «ЦСКА».
В конце 1980-х годов вернулся в «Пахтакор». В 1991—1994 годах выступал за ферганское «Нефтчи» и сыграл за этот клуб 116 матчей и забил 6 голов. Во второй части 1990-х годов выступал за «Пахтакор», «Политотдел» и «Насаф». В 2000—2001 годах выступал за бекабадский «Металлург» и в 2001 году завершил свою игровую карьеру в составе этого клуба.

### В качестве тренера
Через год после завершения карьеры в качестве футболиста, в 2002 году был назначен главным тренером ташкентского «НБУ-Азия». Проработал во главе этого клуба два сезона и в 2004 году перешёл в ташкентский «Локомотив». В 2005—2007 годах работал в тренерском штабе зарафшанского «Кызылкума». В 2008—2010 годах являлся спортивным директором ташкентского «Локомотива». В 2010 году некоторое время исполнял обязанности главного тренера «Локомотива». В 2011 году работал в тренерском штабе «Алмалыка». В 2012 году вернулся в «Локомотив» и входил в тренерский штаб команды. В 2015 и 2020 году некоторое время исполнял обязанности главного тренера «Локомотива». С января 2016 года по апрель 2018 года являлся главным тренером этого клуба. В 2019-2022 был ассистентом Андрея Фёдорова, Дилшода Нуралиева, Микаэля Сикейры, Дениса Коростиченко, вплоть до вылета клуба в Про-Лигу Узбекистана. С июня 2022 тренер по физподготовке молодежной команды ташкенткого Пахтакора.